# Lalince
Lalince (en serbe cyrillique : Лалинце) est un village de Serbie situé sur le territoire de la Ville de Vranje, district de Pčinja. Au recensement de 2011, il comptait 98 habitants.

## Démographie
| 1948 | 1953 | 1961 | 1971 | 1981 | 1991 | 2002 | 2011 |
| ---- | ---- | ---- | ---- | ---- | ---- | ---- | ---- |
| 597  | 616  | 593  | 440  | 285  | 208  | 150  | 98   |

|  |